# Codex Fejérváry-Mayer

Eerste pagina uit de Codex Fejérváry-Mayer

De Codex Fejérváry-Mayer is een Azteekse codex uit Midden-Mexico. Het is een van de zeldzame pre-spaanse manuscripten die de Spaanse verovering hebben overleefd. De gedetailleerde uitwerking is typisch precolumbiaans. Het is gemaakt op hertenhuid-perkament en is in accordeonstijl in 23 pagina's gevouwen. De codex meet 16,2 cm bij 17,2 cm en is 3,85 m lang.

## Geschiedenis
De vroegste geschiedenis van de codex is onbekend. Het is genoemd naar Gabriel Fejérváry (1780–1851), een Hongaarse verzamelaar, en Joseph Mayer (1803–1886), een Engelse antiquair, die het manuscript van Fejérváry heeft gekocht. In 2004 stelden Maarten Jansen en Gabina Aurora Pérez Jiménez voor het de inheemse naam Codex Tezcatlipoca te geven, naar de Nahua-god Tezcatlipoca (een god met een zwart-wit gestreept gezicht: deze is te zien in het midden van de eerste pagina), hoewel het niet zeker is dat de codex door Nahua's is gemaakt.
De codex wordt bewaard in het Merseyside Museum in Liverpool, Engeland.
Codex Borgia · Codex Cospi · Codex Fejérváry-Mayer · Codex Laud · Codex Vaticanus B · Fonds Mexicain 20 · Codex Porfirio Díaz